# Formica oreas
Formica oreas är en myrart som beskrevs av Wheeler 1903. Formica oreas ingår i släktet Formica och familjen myror.

## Underarter
Arten delas in i följande underarter:
- F. o. comptula
- F. o. oreas

## Bildgalleri

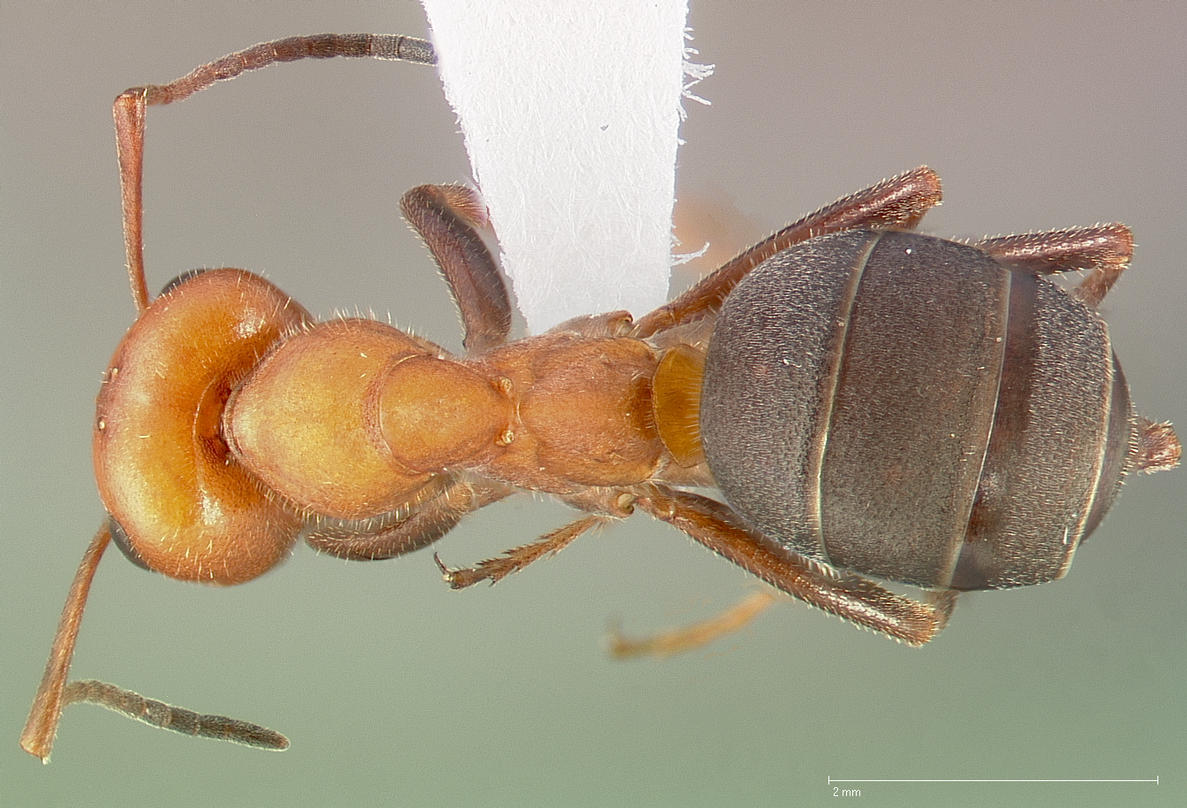
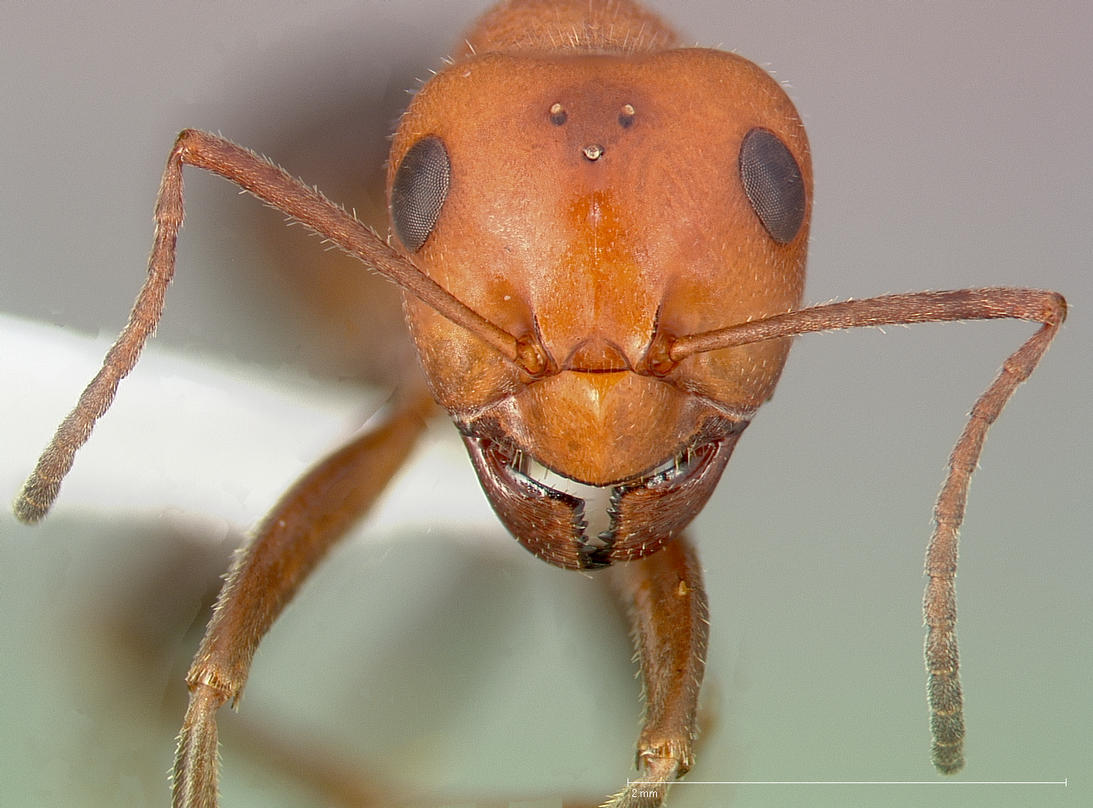
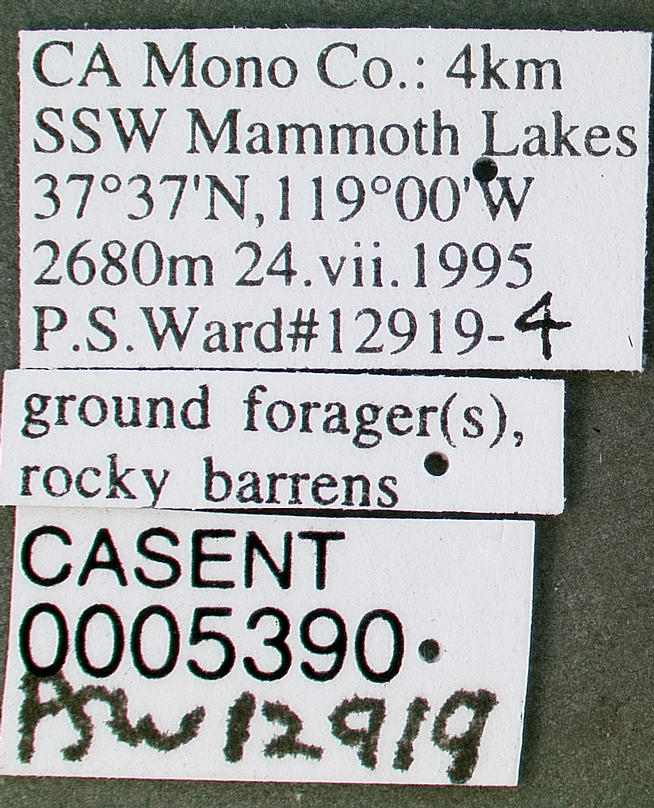
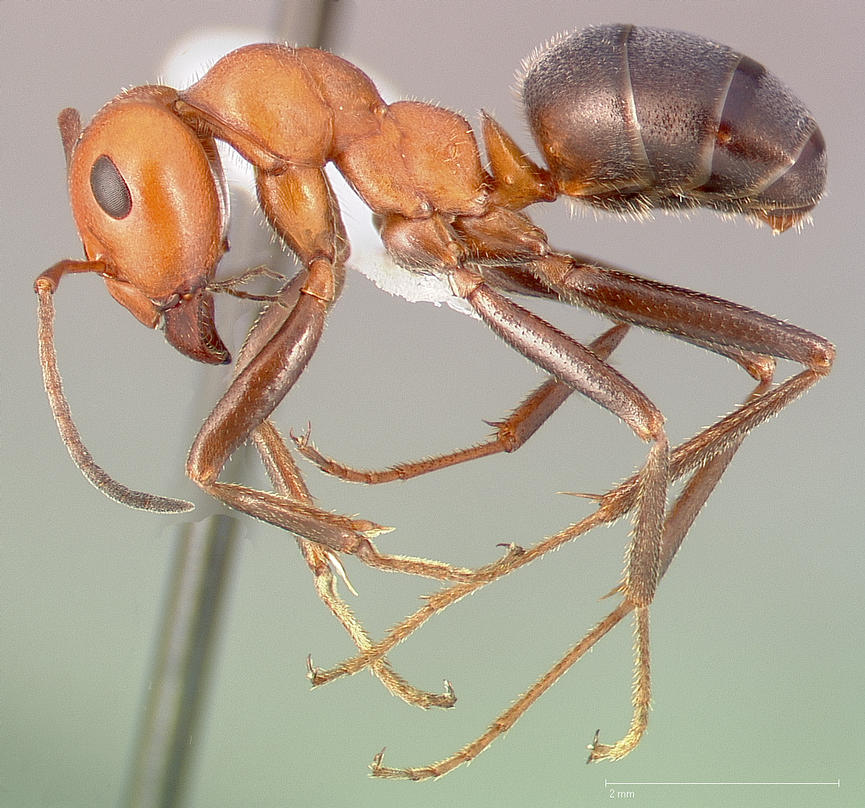